# Selene Lucía Vázquez Alatorre
Selene Lucía Vázquez Alatorre (Zitácuaro, Michoacán, 9 de junio de 1965) es una abogada, periodista y política mexicana, miembro del Movimiento Regeneración Nacional. Fue diputada local plurinominal al Congreso de Michoacán de Ocampo en dos períodos de 2001 a 2004 y de 2012 a 2015. Así como senadora por Michoacán en 2007.  

## Trayectoria académica
Originaria de Zitácuaro, Michoacán, es Maestra en Gestión Pública Aplicada por el ITESM y en Derecho Constitucional por la Universidad de Castilla-La Mancha, también es Especialista en Derechos Humanos por la misma universidad y por la Comisión Nacional de Derechos Humanos (CNDH), y Licenciada en Comunicación por la Universidad Iberoamericana.  

## Trayectoria profesional
Se ha desempeñado como periodista en diversos medios nacionales y en Michoacán. Fue reportera del periódico El Nacional, Radio Centro, conductora de Programas en Radio Fórmula, Jefa de la Agencia Informativa Michoacana. Posteriormente fue asesora de la Comisión de Desarrollo Rural de la Cámara de Diputados en la LVIII Legislatura.  

## Trayectoria política
Se unió al Partido de la Revolución Democrática en 1989, entonces liderado por Cuauhtémoc Cárdenas.  

### Diputada local plurinominal (2001-2004)
Fue elegida Diputada al Congreso del Estado de Michoacán en 2001 y fungió como Presidenta del Congreso y de la Comisión de Gobernación, cargo que ocupó de 2002 a 2005. También integró las comisiones de Hacienda y Deuda Pública y de Equidad y Género. Presentó tres reformas Constitucionales, la primera para crear la Auditoría Superior de Michoacán, la segunda para establecer la revocación de mandato y la iniciativa popular y la tercera en materia de derechos humanos.
Presentó la iniciativas de Ley de Participación Ciudadana; del Notariado y de Organizaciones Sociales, además de una amplia reforma al Código Civil en su capítulo familiar, y diversas reformas al Código Penal de Michoacán. Recientemente impulsó reformas para normar la Desaparición Forzada y el Halconeo en medio de la crisis de inseguridad que vive su entidad.
En 2005 contendió por la presidencia estatal del PRD en Michoacán y obtuvo la Secretaría General para su fórmula. Fue propuesta para incorporarse al Comité Ejecutivo Nacional de su partido con la nueva dirigencia presidida por Leonel Cota Montaño, con quien fue Secretaria de Operación Política del PRD y Delegada del CEN del mismo partido en Baja California, Estado de México y Coahuila.

### Senadora por Michoacán (2007)
Fue elegida Senadora Suplente por Michoacán en 2006 a la LX Legislatura del Congreso de la Unión de México, compañera de fórmula de Silvano Aureoles Conejo quien solicitó el titular para contender por la candidatura del PRD a la Gubernatura de Michoacán y quien al no obtenerla se reintegró al cargo en 2007. Del 8 de septiembre al 29 de noviembre de 2011 nuevamente fungió como Senadora de la República.
Como Senadora presentó reforma al Código Penal Federal proponiendo la creación de un Título que regule los Delitos contra la Dignidad Humana que ya son obligatorios para México de acuerdo a diversos Tratados signados, incluyó capítulos tipificando los delitos contra el honor, contra la intimidad o privacidad y contra la imagen propia, arguyendo que estos delitos fomentan la discriminación, el odio a los homosexuales, las vejaciones a las mujeres, los delitos sexuales, la pornografía infantil, la trata de personas e incluso la xenofobia.
En el proceso electoral local de Michoacán de noviembre de 2007, fue candidata a la diputación por el primer distrito.
El 15 de febrero de 2008 Leonel Godoy la integró a su gabinete como Secretaria de Política Social de Michoacán.

### Diputada local plurinominal (2012-2015)
Fue elegida diputada local el 13 de noviembre de 2011, fue presidenta de la Comisión de Justicia del Congreso del Estado de Michoacán de Ocampo, encargada del marco jurídico para el Nuevo Sistema de Justicia Penal, presentando y dictaminando iniciativas para reformar el Código Penal del Estado, Ley de Atención a Víctimas, Ley Orgánica del Poder Judicial, Ley Orgánica de la Procuraduría General de Justicia del Estado de Michoacán, Ley de Personas Intervinientes, Código Penal, Ley de Justicia Alternativa y Restaurativa y una nueva Ley de Desarrollo Social. 
Mientras era diputada local de Michoacán, renunció al Partido de la Revolución Democrática en 2012, a partir de ahí se declaró diputada independiente de izquierda.  
En 2015 fue designada por el Congreso del Estado de Michoacán, como Comisionada de la Comisión Ejecutiva Estatal de Atención a Víctimas de la que fue presidenta. Fue fundadora y Presidenta de la Comisión Ejecutiva Estatal de Atención a Víctimas del Estado de Michoacán. Ese mismo año fue precandidata a la gubernatura de Michoacán por el Partido del Trabajo y miembros del Partido de la Revolución Democrática.
En 2018 de cara a las elecciones federales, anunció que apoyaría la candidatura presidencial de Andrés Manuel López Obrador, y se adhirió al Movimiento Regeneración Nacional. 

### Precandidata a gobernadora de Michoacán (2021)
En 2021, Vázquez expresó nuevamente su intención de ser candidata a gobernadora de Michoacán, y mostró interés de participar en la encuesta del Movimiento Regeneración Nacional para obtener la candidatura a la gubernatura. Finalmente la encuesta fue ganada por Alfredo Ramírez Bedolla, al que Vázquez terminó apoyando. 
Actualmente es secretaria general de la organización “México contra la Impunidad, A.C” y pertenece al Observatorio de Mujeres de Izquierda de la que también fue fundadora en Michoacán.